# گیرنده‌آرواره
گیرنده‌آرواره (نام علمی: Harpactognathus) نام یک سرده از تیره پوزه‌منقاران است.